# Çò des de Guilhem
El Çò des de Guilhem és un edifici destinat a habitatge de Vilamòs, situat dins el nucli urbà de la localitat, en el municipi del mateix nom, a la Vall d'Aran, i inclòs en l'Inventari del Patrimoni Arquitectònic de Catalunya.

## Descripció
El Çò des de Guilhèm, situat entre els carrers Sant Josep i Sant Miquèu, és una casa aranesa del segle xix a quatre vents, que conserva l'estructura de l'antic habitatge amb tres pisos —planta baixa, pis i humarau—, amb la casa situada en primer terme, separada de Çò de Jacinto per un «carís».
La façana, paral·lela a la capièra orientada a migdia, presenta obertures de fusta sota arcs de descàrrega en les dues plantes, amb la particularitat que a la banda esquerra hi ha un cos sobresortint amb una galeria que aixopluga un petit cos adossat en
planta baixa. La coberta, de dues vessants, presenta l'estructura de fusta i la teulada feta de peces de pissarra. Al capdamunt de l'humarau hi han dues llucanes. La porta de fàbrica rectangular i de pedra treballada amb pedres de diferents mides, té una llinda amb la inscripció: Año 1836/ Jaime Rella.